# Copa América (béisbol)
La Copa América es el máximo torneo de beisbol de selecciones de América que se disputa desde el año 1985; Inicialmente denominado Copa Simón Bolívar, Campeonato Panamericano, Premundial Panamericano, Serie de las Américas o Preolímpico Panamericano; adquirió su nombre actual en el 2008 y más recientemente en el 2025. Organizado por la Confederación Panamericana de Béisbol (COPABE), el torneo ha servido como clasificatorio para los Juegos Panamericanos, los Juegos Olímpicos y la Copa Mundial de Béisbol además, se planea que el futuro también sirva como clasificatorio al Clásico Mundial de Béisbol

## Historia
El torneo es casi tan antiguo como la Confederación Panamericana de Béisbol puesto que su primera edición se realizó en 1985, un año después de la fundación de la COPABE. Desde entonces, el torneo se ha jugado de manera irregular y bajo diferentes nombres a lo largo de la historia La idea de renombrar el torneo como Copa América de béisbol surgió el 11 de julio de 2007, por parte del presidente de la COPABE, Eduardo De Bello, con base en una proposición traída desde la Federación Venezolana de Béisbol. La idea incluía abrirle las puertas al torneo a los mejores jugadores que están en las Grandes Ligas de Béisbol, para lo cual el torneo debería realizarse después de octubre y antes de marzo.
El 4 de julio de 2008 se confirmó la celebración del torneo en Venezuela, sin que se haya ratificado su periodicidad para luego volver a ser renombrado como Campeonato Panamericano en el 2010.
La idea se retomaría en el 2024 con el mismo objetivo pero con una propuesta de mercadeo y difusión mucho más sólida. La nueva edición de la Copa América de Beisbol tendrá lugar del 13 al 22 de noviembre del 2025.

## Historial
| Año                      | Sede               |                      | Medalla de oro | Medalla de plata           | Medalla de bronce                                          |  | Clasificatorio a: |
| Copa Simón Bolívar       |                    |                      |                |                            |                                                            |  |                   |
| 1985 Detalle             | Venezuela          | Cuba                 | Puerto Rico    | Estados Unidos             |                                                            |  |                   |
| Campeonato Panamericano  |                    |                      |                |                            |                                                            |  |                   |
| 1993 Detalle             | Nicaragua          | Nicaragua            | Estados Unidos | Puerto Rico                | Copa Mundial 1994                                          |  |                   |
| 1995 Detalle             | Canadá             | Cuba                 | Nicaragua      | Canadá                     | Juegos Olímpicos 1996                                      |  |                   |
| Premundial Panamericano  |                    |                      |                |                            |                                                            |  |                   |
| 1998 Detalle             | Nicaragua          | Panamá               | Estados Unidos | Nicaragua                  | Copa Mundial 1998 Panamericanos 1999                       |  |                   |
| 2000 Detalle             | Panamá             | Panamá               | Nicaragua      | República Dominicana       | Copa Mundial 2001                                          |  |                   |
| Serie de las Américas    |                    |                      |                |                            |                                                            |  |                   |
| 2002 Detalle             | México             | Cuba                 | México         | República Dominicana       | Panamericanos 2003                                         |  |                   |
| Preolímpico Panamericano |                    |                      |                |                            |                                                            |  |                   |
| 2003 Detalle             | Panamá             | Cuba                 | Canadá         | México                     | Juegos Olímpicos 2004                                      |  |                   |
| Premundial Panamericano  |                    |                      |                |                            |                                                            |  |                   |
| 2004 Detalle             | Colombia           | Cuba                 | Colombia       | Panamá                     | Copa Mundial 2005                                          |  |                   |
| Campeonato Panamericano  |                    |                      |                |                            |                                                            |  |                   |
| 2006 Detalle             | Cuba               | Estados Unidos       | Cuba           | México                     | Juegos Olímpicos 2008 Panamericanos 2007 Copa Mundial 2007 |  |                   |
| Copa América             |                    |                      |                |                            |                                                            |  |                   |
| 2008 Detalle             | Venezuela          | Puerto Rico          | Nicaragua      | México                     | Copa Mundial 2009                                          |  |                   |
| Campeonato Panamericano  |                    |                      |                |                            |                                                            |  |                   |
| 2010 Detalle             | Puerto Rico        | República Dominicana | Cuba           | Estados Unidos y Venezuela | Panamericanos 2011 Copa Mundial 2011                       |  |                   |
| Copa América             |                    |                      |                |                            |                                                            |  |                   |
| 2025 Detalle             | Panamá y Venezuela | TBD                  | TBD            | TBD                        | Centroamericanos y del Caribe 2026 Panamericanos 2027      |  |                   |

## Medallero
| #  | País                 |   |   |   | Total |
| -- | -------------------- | - | - | - | ----- |
| 1  | Cuba                 | 5 | 2 | 0 | 7     |
| 2  | Panamá               | 2 | 0 | 1 | 3     |
| 3  | Nicaragua            | 1 | 3 | 1 | 5     |
| 4  | Estados Unidos       | 1 | 2 | 2 | 5     |
| 5  | Puerto Rico          | 1 | 1 | 1 | 3     |
| 6  | República Dominicana | 1 | 0 | 2 | 3     |
| 7  | México               | 0 | 1 | 3 | 4     |
| 8  | Canadá               | 0 | 1 | 1 | 2     |
| 9  | Colombia             | 0 | 1 | 0 | 1     |
| 10 | Venezuela            | 0 | 0 | 1 | 1     |